# Rufus (2016)
Rufus ist eine US-amerikanische Komödie des Fernsehsenders Nickelodeon aus dem Jahr 2016.
In Deutschland wurde der Film am 29. Mai 2016 erstmals bei Nickelodeon Deutschland ausgestrahlt.

## Handlung
Manny kommt an eine neue Schule und es fällt ihm schwer, Anschluss zu finden. Nur seine Mitschülerin Paige freundet sich mit ihm an. Als er ein geheimnisvolles Amulett findet, hängt er dieses seinem Hund Rufus um. Eines Abends wünscht sich Manny vor dem zu Bett gehen inständig, beliebter zu werden und neue Freunde zu finden. Am nächsten Morgen hat sich Rufus durch das Amulett, welches magische Kräfte besitzt, in einen Jungen verwandelt. Manny nimmt Rufus mit zu sich in die Schule, wo er in kürzester Zeit zum beliebtesten Schüler avanciert. Das wiederum macht Manny eifersüchtig, da er einige von Rufus’ Handlungen missinterpretiert, Paige kann die Situation jedoch aufklären.
Gleichzeitig sucht eine Gangsterbande nach dem Amulett. Sie entdecken Rufus auf dem Schulball, woraufhin sie Manny entführen, um Rufus so in ihr Versteck zu locken. Gemeinsam mit Paige gelingt es Rufus jedoch, Manny zu befreien und die Gangster zu überwältigen. Dabei geht das Amulett leider zu Bruch und Rufus verwandelt sich in einen Hund zurück.

## Synchronisation
Die deutschsprachige Synchronisation des Films übernahm die EuroSync GmbH in Berlin unter der Dialogregie von Janina Richter.
| Rolle | Darsteller  | Deutscher Sprecher |
| Rufus | Jace Norman | Nicolas Rathod     |
| Paige | Haley Tju   | Josefin Hagen      |

## Rezeption
Die Website Rotten Tomatoes weist eine Filmbewertung von 60 Prozent, basierend auf 28 Nutzerbewertungen, auf.
Bei den Leo Awards 2017 erhielt Rufus jeweils eine Nominierung in den Kategorien „Best Youth or Children’s Program or Series“ und „Best Sound Youth or Children’s Program or Series“.

## Fortsetzung
Im Januar 2017 erschien die Fortsetzung Rufus 2, in der erneut Jace Norman, Davis Cleveland und Haley Tju die Hauptrollen spielen.